# 花鹿沟水库
花鹿沟水库是中国湖北省随州市随县万和镇境内的一座水库，位于府河支流撅水东支上，建于1975年。水库正常库容为871万立方米，集雨面积为18平方千米，海拔为226.8米。